# Disturbios (película de 2022)
Disturbios (título original Unrueh, título internacional en inglés Unrest) es una película suiza de 2022 dirigida y escrita por Cyril Schäublin. La película tuvo su estreno mundial el 14 de febrero de 2022 en el Festival de Berlín en la sección Encuentros, donde recibió el premio a Mejor Director. La palabra alemana Unrueh designa el péndulo, el reloj en el que se especializa la heroína, y también significa "agitación".

## Sinopsis
Saint-Imier, Suiza, hacia 1877 . La industria relojera todavía está en pañales. El capitalismo se está imponiendo, y con él, una nueva noción del tiempo. Sin embargo, la relojería está alterada por los nuevos desarrollos técnicos. La trabajadora Joséphine Gräbli es reguladora, instala y regula los péndulos que oscilan en el interior de los relojes mecánicos. En una situación difícil, los trabajadores se ven presionados para aumentar sus tasas de producción. Los capataces cronometran sus movimientos y reorganizan el trabajo para aumentar la productividad. Los trabajadores resisten ralentizando sus movimientos durante el cronometraje.
El tiempo se convierte en una obsesión en el pueblo. La policía pone los relojes, pero hay 4 horas diferentes, la hora del pueblo, la hora de la fábrica, la hora de la estación y la hora de la iglesia, lo que en ocasiones complica la tarea de los trabajadores cuando intentan llegar a tiempo al trabajo.
Como mujer soltera, Josephine está excluida del seguro de salud de la empresa, por lo que recurre a un seguro administrado por los movimientos anarquistas. Conoce a Pierre Kropotkine, quien hace un nuevo mapa de la región. La joven se involucró en el movimiento local de relojeros anarquistas, que estaba en contacto con el movimiento obrero internacional.
Los anarquistas organizan una rifa para ayudar a los trabajadores en huelga en Europa o Estados Unidos. Mientras tanto, la dirección de la fábrica y las autoridades de la ciudad organizan otra rifa para financiar una recreación patriótica de la Batalla de Murten . Al viejo himno nacional suizo Ô montes independientes responde una canción anarquista "los trabajadores no tienen patria". En las elecciones (en las que no pueden participar mujeres y hombres que no hayan pagado sus impuestos), el director de la fábrica Roulet es elegido para el Gran Consejo del cantón de Berna. Recibe a un funcionario italiano que solicita la extradición de un anarquista italiano, y lamenta que las autoridades suizas toleren que el Jura suizo sirva de base de retaguardia a los movimientos anarquistas que imprimen allí su prensa y la distribuyen internacionalmente.
Joséphine es finalmente despedida, junto con otros tres trabajadores, por su pertenencia al movimiento anarquista. Se va con Pierre Kropotkine en dirección a Tavannes.

## Ficha técnica
- Título original: Unrueh
- Dirección: Cyril Schäublin
- Guion: Cyril Schäublin
- Fotografía: Silvan Hillman
- Música: Li Tavor
- Vestuario: Linda Harper
- Decoraciones: Jimena Cugat
- Maquillaje: Jean Cotter

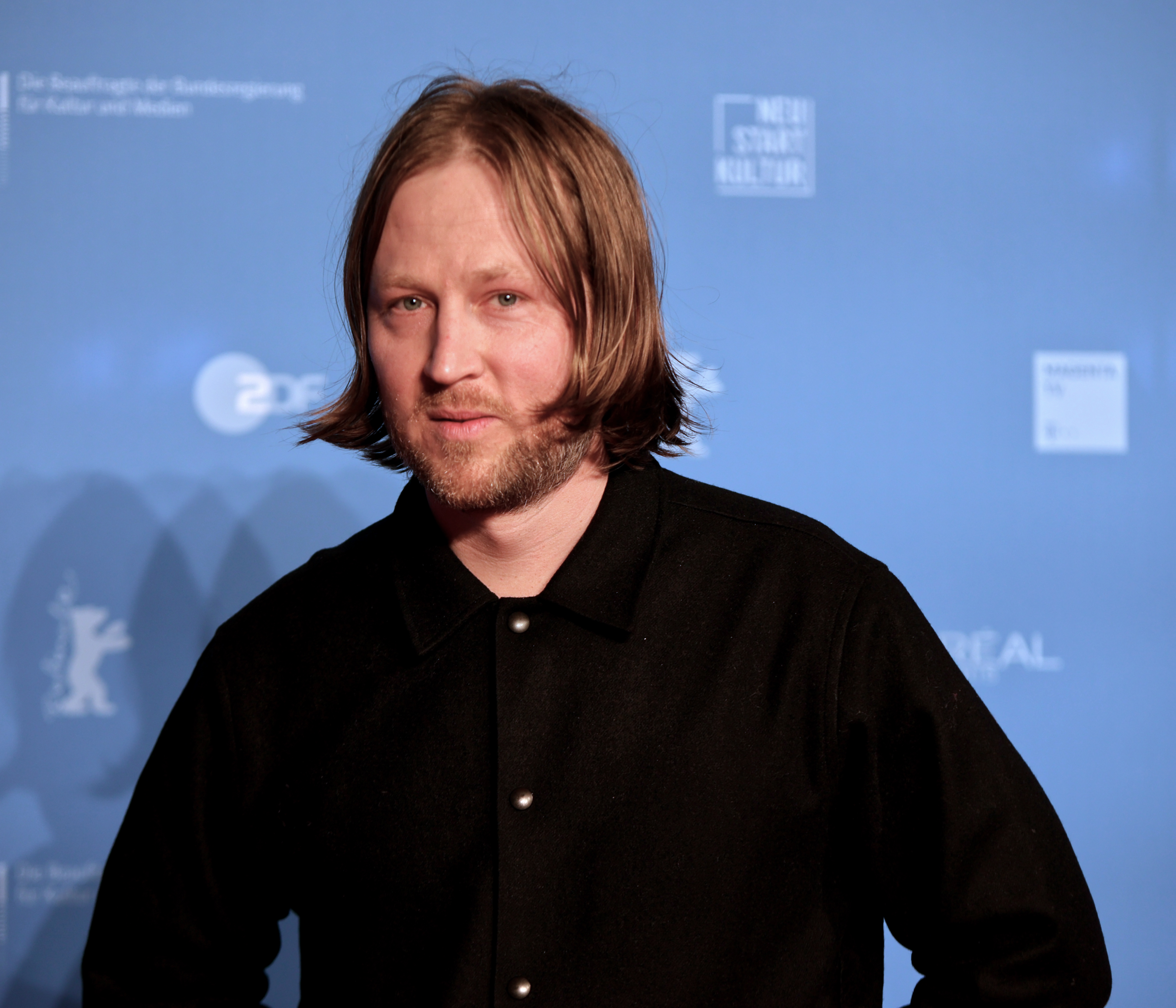
Cyril Schäublin, director y guionista de la película (desde el Festival de Berlín 2022)

- Productores: Linda Vogel y Michela Pini
- País de origen: 🇨🇭 Suiza
- Idioma: francés, alemán de Suiza, ruso
- Formato: color
- Género: drama
- Duración: 93 minutos
- Fechas de lanzamiento : Suiza francófona :30 de noviembre de 2022}}

## Producción

### Comienzos
El director dice que se inspiró en su familia paterna, relojeros del cantón de Bâle Campagne. Dice que quería saber qué significa "estar sujeto a la ley de las cadencias, como lo había estado mi abuela de clase trabajadora. Entonces pensé que me permitiría contar cómo se asentó el capitalismo en nuestro país, a través de la medición del tiempo y del dinero.” 

## Premios y nominaciones
- 2022 : Festival international de Cine de Berlín
  - Prix du meilleur réalisateur – Cyril Schäublin
  - Nomination pour le Prix du Meilleur Film et le Prix Spécial du Jury dans la section Rencontres
- 2022 : Festival de cine de Viena
  - Prix FIPRESCI
- 2022 : Festival du film de Belfort - Entrevues
  - Sélection officielle